# سوسک‌های پاپر
سوسک‌های پاپَر (نام علمی: Ptiliidae) نام یک خانواده از بالاخانواده سوسک پردار دراز است. بال‌های عقبی این سوسک‌ها پَر دارد.